# Bernard Delvaux
Bernard Delvaux (Seraing, 24 december 1965) is een Belgisch bedrijfsleider en bestuurder. Hij was van 2008 tot 2021 CEO van Sonaca en is sinds 2021 CEO van Etex.

## Levensloop
Bernard Delvaux studeerde burgerlijk ingenieur en economie aan de Université de Liège en behaalde een MBA aan het INSEAD. Hij begon zijn carrière in 1989 als projectingenieur voor de automatisering van een elektrogalvanisatielijn bij de Tôleries Delloye Matthieu, een onderdeel van de groep Cockerill-Sambre, waar zijn vader directeur was. Hij werd later plant manager van de kleine fabriek, die werkt voor de auto-industrie. In 1994 werd hij consultant bij McKinsey. Delvaux was van 1998 tot 2004 directielid van Belgacom (later Proximus) en van 2004 tot 2008 van De Post (later bpost). In 2008 werd hij CEO van de Waalse producent van vliegtuigonderdelen Sonaca. In 2021 maakte hij de overstap naar bouwmaterialenmultinational Etex. Hij is of was tevens bestuurder van gokbedrijf Ardent Group, kalkproducent Carmeuse, de holding Floridienne, projectontwikkelaar Matexi, de Union Wallonne des Entreprises, de Fondation Léon Frédéricq en de Royal Tennis Club de Liège en voorzitter van de HEC Liège School of Management van de ULiège.